# Giorgi Bezhanishvili
Giorgi Bezhanishvili (Rustavi, 16 de noviembre de 1998) es un jugador de baloncesto georgiano con nacionalidad austríaca. Con 2,06 metros de altura juega en la posición de pívot en el Covirán Granada de la Liga Endesa.

## Trayectoria
Bezhanishvili creció en Viena y más tarde en 2016 se nacionalizó austriaco. Se formó en las categorías inferiores de los Basket Flames. De 2014 a 2016, jugó para los Basket Flames, que compite en la 2. Österreichische Basketball Bundesliga, la segunda división del baloncesto austriaco.
En la temporada 2016-2017, Bezhanishvili firma por los Klosterneuburg Dukes de la Österreichische Basketball Bundesliga con el que promedió 6,2 puntos, 2,6 rebotes y 1,4 asistencias, antes de obtener una beca para estudiar en The Patrick School en Elizabeth, Nueva Jersey.
En 2018, Bezhanishvili recibió una oferta de beca de la Universidad de Illinois y se comprometió a jugar baloncesto universitario durante tres temporadas con los Illinois Fighting Illini en la NCAA. Como estudiante de primer año, Bezhanishvili promedió 12.5 puntos con un 54.2% de acierto en tiros de campo y 5.2 rebotes por partido. En su segundo año promedió 6.8 puntos y 4.8 rebotes por partido. En el tercer año, promedió 5.1 puntos y 2.7 rebotes por partido y se declaró para el draft de la NBA de 2021.
Tras no ser seleccionado en el draft de la NBA de 2021, Bezhanishvili se unió a los Denver Nuggets para jugar la Liga de Verano de la NBA. El 13 de septiembre de 2021, firmó un contrato de Anexo 10 con los Denver Nuggets, uniéndose a los Grand Rapids Gold de la NBA G League. En verano de 2022, firmaría con los Guelph Nighthawks de la Canadian Elite Basketball League.
El 25 de agosto de 2022, Bezhanishvili fue traspasado a los College Park Skyhawks de la NBA G League.
El 28 de marzo de 2023, Bezhanishvili firmó con los Vancouver Bandits de la Canadian Elite Basketball League.
El 30 de agosto de 2023, Bezhanishvili firmó con los Formosa Dreamers de la P. League+ taiwanesa, en el que jugó hasta el 2 de enero de 2024, cuando rescindieron su contrato.
El 10 de enero de 2024, Bezhanishvili firmó por los Iowa Wolves de la NBA G League, pero fue cortado el 9 de febrero. El 22 de febrero, se reincorporó a los Iowa Wolves.
El 5 de septiembre de 2024, Bezhanishvili firmó con el  BCM Gravelines-Dunkerque de la LNB Pro A francesa.
El 9 de marzo de 2025, Bezhanishvili fichó por el Covirán Granada de la Liga Endesa.